# Nikolaj Penčev
Nikolaj Penčev (in bulgaro Николай Пенчев?; Plovdiv, 22 maggio 1992) è un pallavolista bulgaro, schiacciatore del Fenerbahçe.

## Biografia
Figlio dell'ex pallavolista Zarko Penčev, è il secondo di quattro figli: suo fratello maggiore, Čavdar ha tuttavia scelto di giocare a calcio, mentre i due fratelli gemelli minori, Čono e Rozalin sono anch'essi pallavolisti professionisti.

## Carriera

### Club
La carriera di Nikolaj Penčev inizia a livello giovanile nel Viktorija Plovdiv, club della sua città natale, dove gioca per cinque annate. Nella stagione 2010-11 fa il suo debutto nella pallavolo professionistica, approdando nel massimo campionato bulgaro col Pirin di Razlog.
Nella stagione 2011-12 approda per la prima volta in un campionato estero, ingaggiato dalla Piacenza, nella Serie A1 italiana, che lascia già nella stagione seguente per recarsi in Polonia, dove prende parte alla Polska Liga Siatkówki con l'Effector Kielce. Nel campionato 2013-14 approda invece al club rivale dell'Asseco Resovia di Rzeszów, aggiudicandosi immediatamente la Supercoppa polacca 2013, mentre nel corso del campionato successivo, oltre a raggiungere la finale di Champions League, vince il suo primo scudetto.
Per il campionato 2016-17 resta nella stessa divisione accasandosi allo Skra Bełchatów: in due annate conquista lo scudetto 2017-18 e la Supercoppa polacca 2017. Nella stagione 2018-19 si accasa in un altro club polacco, lo Stocznia Szczecin, che cessa le proprie attività appena qualche settimana dopo l'inizio dell'annata, che così conclude con l'ONICO Warszawa, trasferendosi nella stagione seguente al Warta Zawiercie, sempre nella massima divisione polacca, dove gioca anche nelle annate 2020-21 col Cuprum Lubin e 2021-22 con lo Stal Nysa, che lascia nel corso dell'annata per trasferirsi nella Ligue A francese con il Cannes.
Nel campionato 2022-23 partecipa alla Superliha ucraina con l'Epicentr-Podoljany, mentre nel campionato successivo milita nella Efeler Ligi turca con il Fenerbahçe.

### Nazionale
Con la nazionale bulgara under 20 vince la medaglia d'argento al campionato europeo under 20, torneo nel quale viene premiato come miglior ricevitore. Nell'estate del 2011 fa il suo esordio nella nazionale bulgara maggiore, con la quale un anno dopo partecipa ai Giochi della XXX Olimpiade di Londra.

## Palmarès

### Club
- Campionato polacco: 2

2014-15, 2017-18
- Supercoppa polacca: 2

2013, 2017

### Nazionale (competizioni minori)
- Campionato europeo under 20 2010
- Memorial Hubert Wagner 2016

### Premi individuali
- 2010 - Campionato europeo under 20: Miglior ricevitore